# 灯芯糕
燈芯糕，是湖南省湘潭和江西省貴溪市的特色點心。始於明朝，距今已有400年歷史，是由當時在貴溪做生意的撫州商人薛應龍創立的。主要原料為糯米、白糖、豬油、肉桂等食材製作而成。它以糕條柔軟、形似燈芯、通火易燃而得名。其色澤白潤，進口香甜，具有活血提神、健胃脾氣之效，味道有桂花香味。
燈芯糕可以用火點燃，打開一盒包裝從第一跟接連到最後一根，可以燃燒24小時。燈芯糕在1982年被列為「江西省四大名特糕點」之ㄧ，至今是中國道都龍虎山旅遊風景區旅遊時的名產。

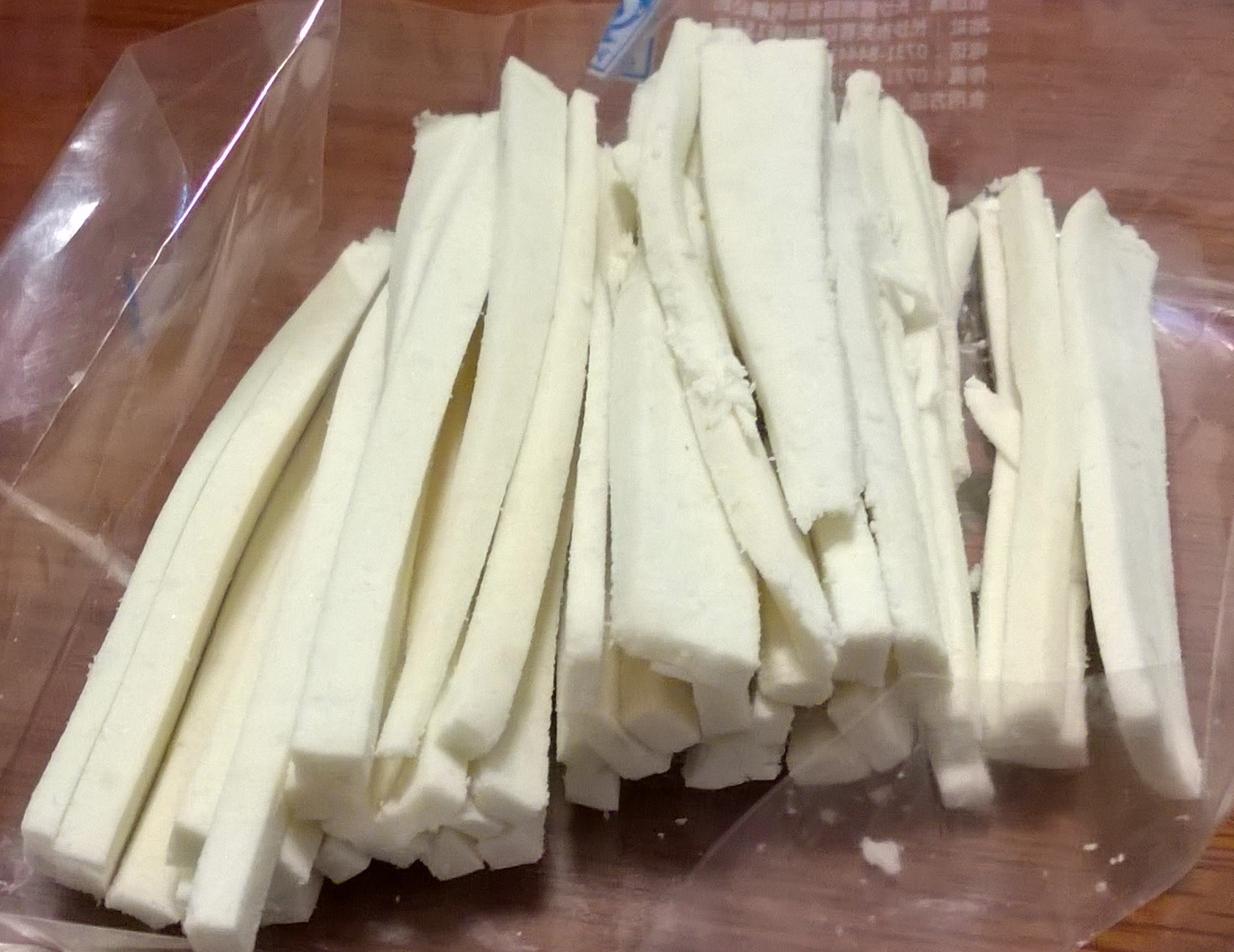
灯芯糕
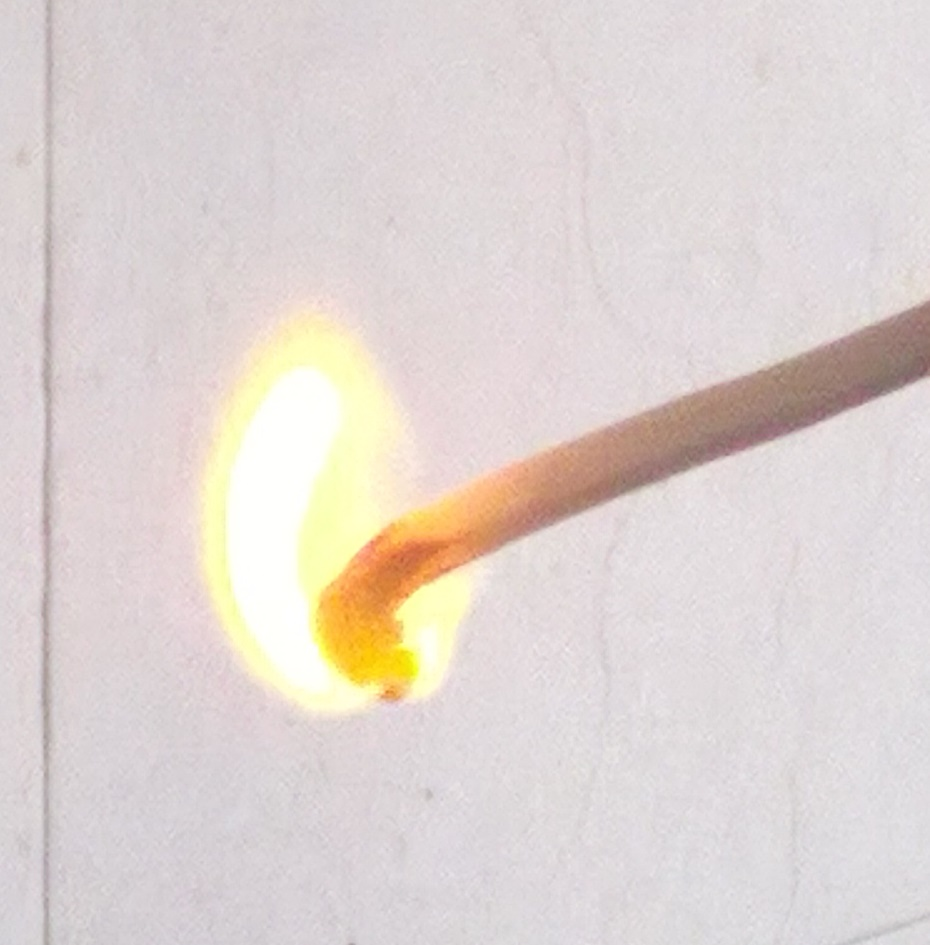
如图为正在燃烧的灯芯糕。灯芯糕是可以燃烧的。